# Дволопатник тисолистий
Дволопатник тисолистий (Diplophyllum taxifolium) — вид печіночників порядку юнгерманіальних (Jungermanniales).

## Поширення
Батьківщиною є Європа, Північна Америка, Азія.
Населяє переважно силікатні породи в дещо затінених і помірно сухих місцях.

## Характеристика
Утворює килимки від жовто-зелених до буро-зелених. Ширина рослин становить лише близько 2 міліметрів. Листки дволопатеві, з невеликою, спрямованою вперед верхньою часткою, і язикоподібною нижньою часткою, яка приблизно в два-три рази більша і виступає вбік. Листя частково дрібно зубчасте на краю через виступаючі клітини. Клітини листка мають різні розміри. На одну клітину припадає від 3 до 6 масляних тілець, і їх більше в подовжених клітинах біля основи листка. Вид не має різко окресленої центральної смуги, схожої на ребро, на листках. На кінчиках пагонів часто є жовто-зелені зіркоподібні тільця для розмноження. Вид дводомний.